# لعبة جيدة (برنامج تلفزيوني)
لعبة جيدة هو برنامج ألعاب تلفزيوني أسترالي أنتجته هيئة الإذاعة الأسترالية (أي بي سي) بُث العرض على قناة أي بي سي 2 بداية من عام 2006 وهو من تقديم جانيت كار وجيريمي راي ومايكل ماكوسكي. جمع العرض بين أخبار الألعاب والتعليقات والميزات. كان المضيفان الأصليان هما جيريمي "جانجليست" راي ومايكل "كابوسكي" ماكوسكي؛ واستبدال الأخير بستيفن "باجو" أودونيل في عام 2007 والأول بستيفاني "هيكس" بنديكسن في عام 2009. 
سُمي العرض على اسم جملة لعبة جيدة التي يقولها اللاعبون بعد الانتهاء من مباراة تنافسية. حافظ منتجو البرنامج على تواصل مستمر مع الجمهور عبر الإنترنت، حيث كانوا يتفاعلون مباشرة مع المشاهدين ويشاهدون تعليقاتهم. كما أنشأ فريق الإنتاج تطبيقًا للهاتف المحمول وكتابًا لتلبية احتياجات جمهور العرض بشكل أكبر.
اُلغي العرض في يناير 2017، بعد أن تلقت قناة أي بي سي أخبارًا تفيد بتوظيف بنديكسن وريتشاردسون في القناة 7. بدأ رونالد في عام 2019 في إنتاج معاينات ومراجعات لألعاب الفيديو تحت اسم "جود غيم" على منصات ABC iview ويوتيوب.

## الحواشي
ملاحظات
1. ↑   أربع حلقات ، من 22 يوليو إلى 12 أغسطس ، استمرت لمدة 60 دقيقة ، بسبب إعادة جدولة ABC2.[1]

المراجع
1. ↑   O'Donnell، Steven؛ Bendixsen، Stephanie (8 تموز (يوليو) 2014). [https: //www.youtube.com/watch؟ v = Xcj2H_k2Slw "Episode 21"]. Good Game. موسم 10.  وقع ذلك في 28:57. هيئة البث الأسترالية. اطلع عليه بتاريخ 6 July 2014. بدءًا من 22 تموز (يوليو) ، يمنحنا ABC2 مزيدًا من الوقت. لمدة أربعة أسابيع متتالية ، ستبث لعبة Good Game على الهواء لمدة ساعة واحدة. {{استشهاد بحلقة}}: تحقق من التاريخ في: |تاريخ= (مساعدة)، الوسيط غير المعروف |الرقم= تم تجاهله (مساعدة)، تحقق من قيمة |مسار= (مساعدة)، وروابط خارجية في |الوقت= (مساعدة)
2. ↑  Good Game: Spawn Point. "Ask Good Game: DARREN, Andrew, Anna, Byron and more!". هيئة البث الأسترالية. مؤرشف من الأصل في 2016-03-06. اطلع عليه بتاريخ 2013-07-01.
3. ↑  Yeo, Amanda (31 Jan 2017). "Good Game Has Been Cancelled". Gizmodo (بالإنجليزية). Archived from the original on 2017-12-01. Retrieved 2017-01-31.
4. ↑  Corporation، Australian Broadcasting. "ABC Radio". ABC Radio. مؤرشف من الأصل في 2017-02-03. اطلع عليه بتاريخ 2017-02-03.
5. ↑  Good Game Series 13 نسخة محفوظة 2019-05-24 على موقع واي باك مشين.

قراءة متعمقة
- Branscombe، Maurice؛ Carr، Janet؛ O'Donnell، Steven؛ Ray، Jeremy (2009). The Good Game Gamer's Guide to Good Gaming. هاربر كولنز Australia. ISBN:978-0-7333-2560-1.

## روابط خارجية
- لعبة جيدة (برنامج تلفزيوني) على موقع IMDb (الإنجليزية)
- لعبة جيدة (برنامج تلفزيوني) على موقع قاعدة بيانات الفيلم (الإنجليزية)

- الموقع الرسمي